# Christian Tønne Frederik von Lüttichau
Christian Tønne Frederik Lüttichau, född den 20 mars 1744, död den 20 februari 1805, var en dansk godsägare.
Lüttichau var först officer, studerade i Göttingen och Oxford (där han 1768 blev juris doktor) och blev senare ägare av godset Aakjær nära Aarhus. Han var en skicklig lantbrukare, men hade stor självkänsla och höll strängt på sitt stånds rättigheter samt skydde ej våldsamma utfall mot myndigheterna. Förbittrad över de stora landboreformerna 1788, var han 1790 med om att överlämna 103 jylländska godsägares så kallade "tillidsskrift" härom till kronprinsen-regenten, men mötte hos honom bestämdt avslag. I en motskrift mot bondesakens förespråkare, Christian Colbjørnsen, riktade han så skarpa angrepp mot denne, att han dömdes att böta 1 000 riksdaler. Han drog därefter till Tyskland, där han blev tysk riksgreve och geheimeråd i Braunschweig.